# コンスタンティノス・マヴロパノス
コンスタンティノス・マヴロパノス（Konstantinos Mavropanos, 1997年12月11日 - ）は、ギリシャ・アテネ出身のサッカー選手。ウェストハム・ユナイテッドFC所属。ギリシャ代表。ポジションはDF。

## 経歴
8歳から地元クラブのアポロン・スミルニFCのユースチームに所属。2016年1月、ギリシャ・スーパーリーグのPASヤニナFCと3年半契約を結んだ。2016年11月29日のキペロ・エラーダスでスタメン出場しプロデビュー。2017年8月19日、スーパーリーグのアステラス・トリポリスFC戦でプロ初ゴールを挙げた。
2018年1月4日、プレミアリーグのアーセナルFCに移籍。9歳からグーナーであり、念願の夢が叶う形となった。
2019-20シーズンはウナイ・エメリの構想外となり移籍を希望するも、股関節の怪我を懸念したため残留した。
2020年1月13日、1.FCニュルンベルクにシーズン終了まで期限付き移籍した。
2020年7月16日、アーセナルと契約延長した上で2020-21シーズンからVfBシュトゥットガルトへ2021年6月までの期限付き移籍することが発表された。2021年6月24日には、シュトゥットガルトとの期限付き移籍期間が2022年6月までに1年延長された。2022年5月19日、シュトゥットガルトの1部リーグ残留決定により買取義務が発生しシュトゥットガルへ完全移籍することが公式発表された。
2023年8月22日、ウェストハム・ユナイテッドFCに移籍した。5年契約で、移籍金は2000万ユーロとみられている。